# 3666 Holman
3666 Holman eller 1979 HP är en asteroid i huvudbältet som upptäcktes den 19 april 1979 av den argentinska astronomen Juan C. Muzzio vid Cerro Tololo. Den har fått sitt namn efter den amerikanska astronomen Matthew J. Holman.
Asteroiden har en diameter på ungefär 20 kilometer och den tillhör asteroidgruppen Themis.